# Pseudoclitocybaceae
Pseudoclitocybaceae is een botanische naam van een familie van schimmels. Het typegeslacht is Pseudoclitocybe.

## Geslachten
De familie bestaat uit de volgende zeven geslachten (peildatum december 2022): 
- Bonomyces Vizzini 2014
- Cleistocybe Ammirati, A.D. Parker & Matheny 2007
- Clitopaxillus G. Moreno, Vizzini, Consiglio & P. Alvarado 2018
- Harmajaea Dima, P. Alvarado & Kekki 2018
- Musumecia Vizzini & Contu 2011
- Pogonoloma (Singer) Sánchez-García 2014
- Pseudoclitocybe (Singer) Singer 1956